# Peters Fluss-Seeschiff
Das Peters Fluss-Seeschiff, umgangssprachlich auch Peters Seeschlange genannt, ist ein in Serie gebauter rhein- und kanalgängiger Küstenmotorschiffstyp der Peterswerft in Wewelsfleth.

## Geschichte
Die Christa Schütt wurde als Typschiff der Serie am 31. Januar 1979 von der Werft abgeliefert. Bis Oktober 1986 entstanden 38 weitere Fluss-Seeschiffe mit gleicher Rumpflänge, die auf diesem insgesamt rund 82,45 m langen (76,80 m Lpp, 77,35 m registrierte Länge) Grundtyp basierten. Mit insgesamt 39 Einheiten zählt der Basistyp damit zu den erfolgreichsten Entwürfen der Peterswerft. Eingesetzt werden die Schiffe vorwiegend auf kombinierten Binnen- und Küstendiensten der kleinen und mittleren Fahrt. Die einzelnen Schiffe unterscheiden sich, je nach Variante, durch die Art und Höhe der Aufbauten, anders gestaltete Steven, die Ausrüstungen und anderen Besonderheiten, mit denen sie auf den jeweiligen Einsatz abgestimmt wurden.
Neben den 39 Schiffen des Basistyps fertigte die Werft bis Oktober 1992 insgesamt 15 weitere Fluss-Seeschiffe. Zunächst entstand im Dezember 1982 mit der Uranos (Baunummer 594) ein auf insgesamt 93,60 m verlängter Einzelbau. Im Dezember 1986 lieferte die Werft mit der Petersberg (Baunummer 624) und im April 1987 mit der Süllberg (Baunummer 605) zwei auf 72,00 m verkürzte Einheiten ab. Von Dezember 1987 bis September 1988 wurden vier 73,85 m lange Fluss-Seeschiffe der Arklow-M-Klasse fertiggestellt. Von Januar 1989 bis Oktober 1992 folgten acht 88,25 m lange Schiffe der Arklow-V-Klasse.

## Technik

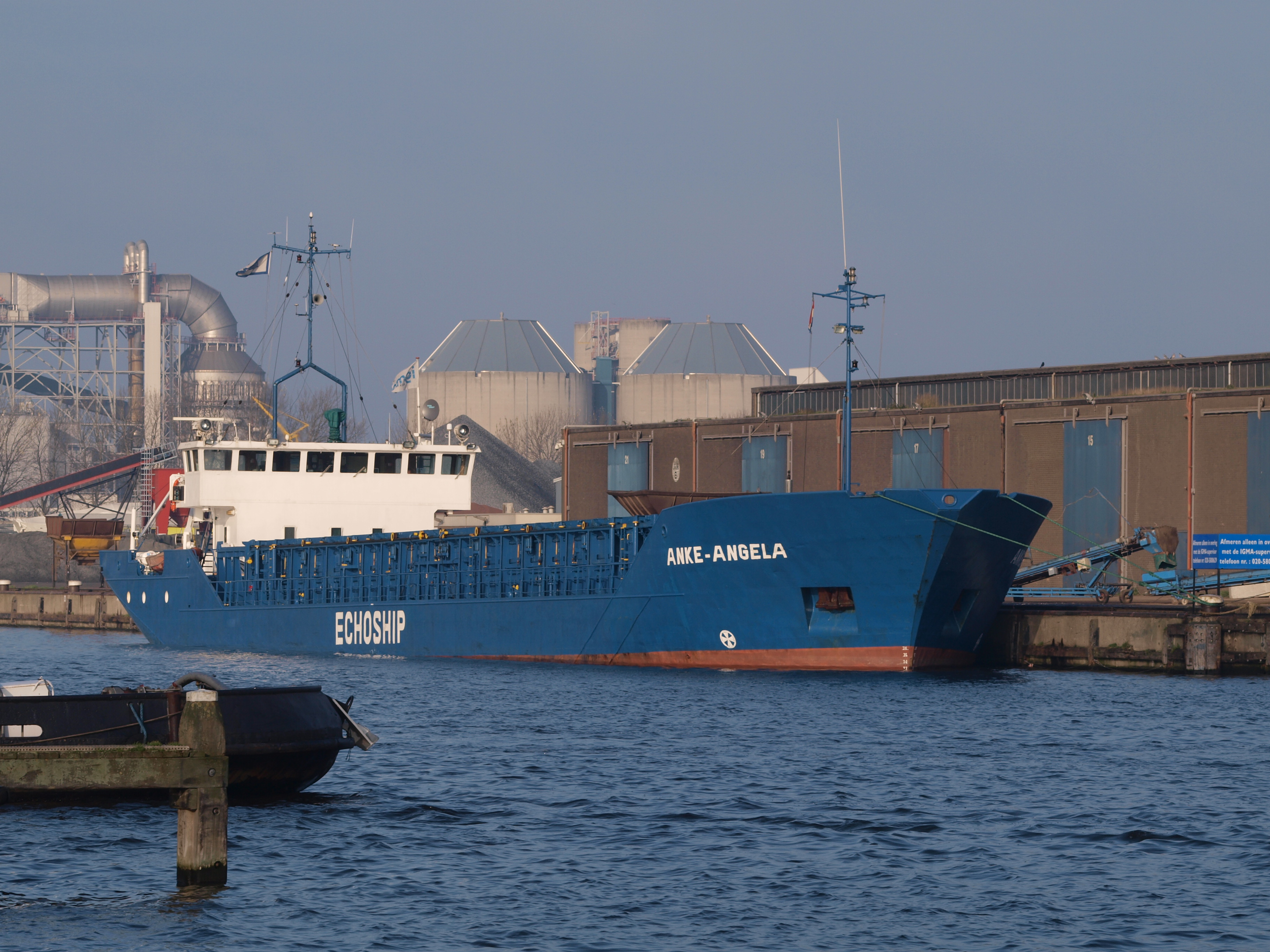
Die Anke-Angela mit festem Deckshaus

Die Rümpfe wurden in Sektionsbauweise zusammengefügt. Die weitaus meisten Schiffe der Baureihe sind mit einer Hubbrücke und klappbaren Masten ausgerüstet. Wegen der höhenverstellbaren Brücke werden sie auch als „Seeschlangen“ tituliert. Daneben entstand auch eine Rhein-See-Variante, die über feste Aufbauten mit lediglich klappbaren Masten verfügt. Zu diesen Schiffen gehören die Elbe (Baunummer 578), die Claudia-Isabell (Baunummer 598), die Premiere (Baunummer 607), die Dania Carina (Baunummer 610), die Georg Lührs (Baunummer 611) und die Boberg (Baunummer 619).
Der kastenförmige Laderaum (box-shaped) mit einem Rauminhalt von 2444 m³ ist für den Transport von Containern und Schwergut verstärkt und hat vier versetzbare Schotten, die auch als Zwischendeck eingesetzt werden können. Je nach Ausführung wurden hydraulische Faltlukendeckel oder stapelbare sogenannte „Piggy-Back“-Lukendeckel verbaut. Die Schiffe wurden werftseitig ohne Ladegeschirr abgeliefert, einzelne Schiffe erhielten jedoch nachträglich zwei seitlich angebrachte Kräne, andere einen Seitenlader für den Papierumschlag.
Angetrieben werden die Schiffe der Baureihe von einem 4-Takt-Dieselmotor, der über ein Untersetzungsgetriebe auf einen Festpropeller wirkt. Die Schiffe erhielten verschiedene Antriebsanlagen. So wurden in der Serie beispielsweise Motorbaumuster verschiedener Hersteller verbaut.

## Die Schiffe (Grundtyp)

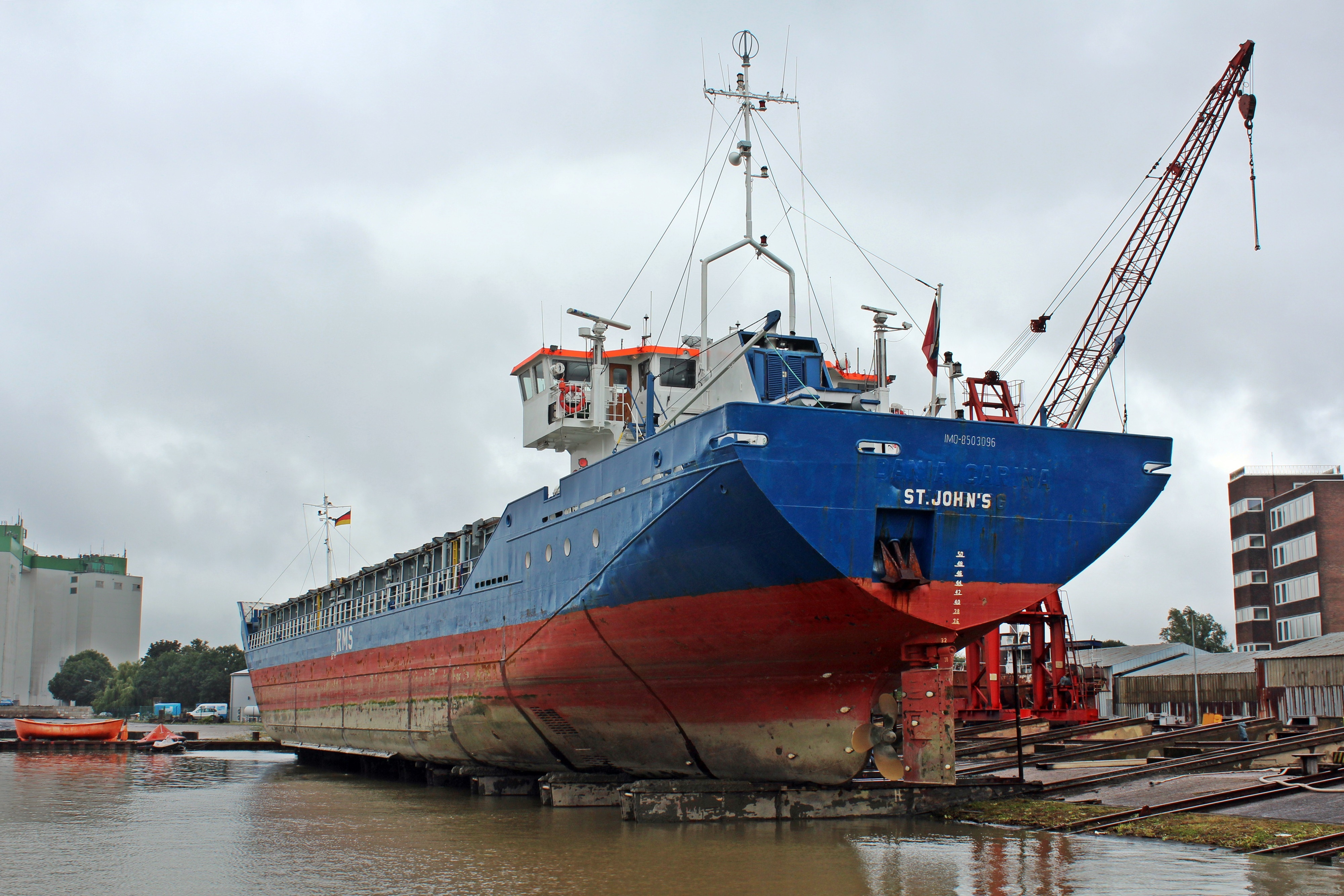
Die RMS Wedau auf der Werft in Leer

In der folgenden Tabelle sind die 39 Schiffe des Basistyps in Reihenfolge ihrer Ablieferung aufgeführt.
| Peters Fluss-Seeschiff | Peters Fluss-Seeschiff | Peters Fluss-Seeschiff | Peters Fluss-Seeschiff | Peters Fluss-Seeschiff                          | Peters Fluss-Seeschiff |
| Bauname                | Bau- nummer            | IMO- Nummer            | Stapellauf Ablieferung | Auftraggeber                                    | Umbenennungen und Verbleib |
| ---------------------- | ---------------------- | ---------------------- | ---------------------- | ----------------------------------------------- | --- |
| Christa Schütt         | 572                    | 7915125                | 06.12.1979 31.12.1979  | Hugo Schütt, Wewelsfleth                        | abgeliefert als Sea Elbe → 1994 Marne → 1995 Falko → 2001 Dredger → 2004 Defender, am 19. März 2013 zum Abbruch in Grenaa eingetroffen                                                                            |
| Ole Jensen             | 573                    | 7915137                | 01.03.1980 29.03.1980  | Jens Jensen, Wewelsfleth                        | am 18. Oktober 1987 nach einer Explosion im Maschinenraum etwa 75 sm westlich von Sylt von der Besatzung aufgegeben, zwei Tage später auf Position 55°10N, 06°18E gesunken                                        |
| Elbstrand              | 577                    | 8003876                | 12.07.1980 11.09.1980  | Max und Kurt Both, Glückstadt                   | 1995 Deo Volente → 1999 Fensfjord → 2005 Fri Sun → 2012 Bio Sun, am 5. Januar 2014 zum Abbruch in Grenaa eingetroffen                                                                                             |
| Elbe                   | 578                    | 8003888                | 08.10.1980 09.11.1980  | Heinz Engelbrecht, Kollmar                      | 1989 Echo Matthias → 1990 Matthias → 1991 Vouksi → 1991 Matthias → 1993 Cranz → 1998 Cranz II → 2001 Trader, am 3. Februar 2017 zum Abbruch in Aliağa eingetroffen                                                |
| Hammaburg              | 576                    | 8020123                | 22.11.1980 20.12.1980  | Henry Horstmann, Westerrönfeld                  | 1989 Pelikan → 1992 Anke-Bettina → 2000 Susanna → 2008 Susanna I → 2022 Kivanc, so 2023 in Fahrt |
| Sindbad                | 580                    | 8020135                | 07.02.1981 07.03.1981  | H. P. Matthiesen KG, Hamburg                    | 2005 Lucero, Zustand und Verbleib unklar |
| Pöseldorf              | 582                    | 8100624                | 04.04.1981 02.05.1981  | DC Handels- und Schiffahrts GmbH & Co., Hamburg | 1993 Aqua Pioneer → 2005 Cedar → 2012 Sjimmie → 2014 Fom, am 13. Oktober 2018 im Schwarzen Meer gesunken |
| Pax                    | 583                    | 8100636                | 27.05.1981 28.06.1981  | DC Handels- und Schiffahrts GmbH & Co., Hamburg | 2005 Fri Star → 2020 Boston, 2023 verschrottet |
| Sesam                  | 586                    | 8110643                | 15.08.1981 11.09.1981  | H. P. Matthiesen KG, Hamburg                    | 2011 Sam, 2014 verschrottet |
| Meridian II            | 588                    | 8111881                | 03.10.1981 31.10.1981  | Gerhard Brzoska, Hechthausen                    | 1992 Pirol → 1997 Nikos → 2008 Dila S, Zustand und Verbleib unklar |
| Vineta                 | 579                    | 8120923                | 12.11.1981 17.12.1981  | Heinrich Beutler, Lübeck                        | 1994 Anga → 1996 Javazee → 1998 Hester → 2002 Fri Sky, Zustand und Verbleib unklar |
| Patria                 | 585                    | 8128884                | 23.01.1982 20.02.1982  | DC Handels- und Schiffahrts GmbH & Co., Hamburg | 1994 Mike → 2005 Icelandica Hav, so 2023 in Fahrt |
| Aladin                 | 589                    | 8128896                | 13.03.1982 07.04.1982  | H. P. Matthiesen KG, Hamburg                    | 2006 Aladin I → 2008 Aladin → 2011 Adi, am 21. Oktober 2014 zum Abbruch in Aliağa eingetroffen |
| Bungsberg              | 591                    | 8209717                | 03.07.1982 04.09.1982  | C. D. Brockmeyer, Nordenham                     | 1990 Echo Carrier → 1990 Bingum → 1995 Alizee → 2000 Nordica Hav → 2017 Peak Amsterdam → 2019 Fri Pioneer → 2020 Jug-1, so 2023 in Fahrt                                                                          |
| Pionier                | 593                    | 8215730                | 18.09.1982 16.10.1982  | DC Handels- und Schiffahrts GmbH & Co., Hamburg | 1989 Pernille W → 1990 Bingum → 2000 Atlantica Hav → 2017 Peak Antwerpen → 2018 Fri Sky → 2020 Lagoda, Zustand und Verbleib unklar                                                                                |
| Baltica                | 592                    | 8215728                | 18.12.1982 15.02.1983  | Heinrich Beutler, Lübeck                        | 1994 Dioli → 1999 Baltica Hav → 2017 Peak Aberdeen → 2018 Fri Sun → 2018 Onego, so 2023 in Fahrt |
| Kiebitzberg            | 587                    | 8318099                | 24.09.1983 05.11.1983  | Gerhard Kröger, Nordenham                       | 1991 Cliff → 1999 Holly Trader, am 28. Januar 2001 auf der Reise von Gabès nach Gunness nach Wassereinbruch im Maschinenraum auf Position 38°05N, 009°28W gesunken                                                |
| Ali Baba               | 597                    | 8321656                | 30.10.1983 xx.12.1983  | H. P. Matthiesen KG, Hamburg                    | 2005 Rebecca Rousing → 2017 Mika, so 2023 in Fahrt |
| Sabine L               | 601                    | 8324684                | 03.12.1983 29.12.1983  | Gerhard Lange, Burg/Dithm.                      | 1992 RMS Germania → 1995 Sabine L → 1998 Peikko → 2018 Nordica Hav, so 2023 in Fahrt |
| Poseidon               | 600                    | 8324672                | 28.01.1984 03.03.1984  | Interscan Reederei, Mooregge                    | 1998 Saxo → 2009 Germanica Hav, so 2023 in Fahrt |
| Hansa                  | 581                    | 8403571                | 06.03.1984 07.04.1984  | Henry Horstmann, Westerrönfeld                  | 1989 Pinguin → 1995 Union Venus → 1995 Arctica Hav, so 2023 in Fahrt |
| Birka                  | 599                    | 8401535                | 07.04.1984 12.05.1984  | Heinrich Beutler, Lübeck                        | 1994 Union Arbo → 2001 Danica Hav, so 2023 in Fahrt |
| Gudrun                 | 606                    | 8410330                | 19.05.1984 23.06.1984  | Gebrüder Person, Lübeck                         | 1990 Aros Anglia → 1992 Gudrun → 1992 Roger → 2012 MRW Revege → 2013 Roger → 2017 NS Roger → 2017 Envi I → 2018 Sezen Burak → 2017 FG Didim → 2020 Himalaya, so 2023 in Fahrt                                     |
| Elisia                 | 608                    | 8409654                | 28.06.1984 01.09.1984  | Heinz Freese, Drochtersen                       | 2002 Joker → 2011 Ela S → 2021 Happy Asena → 2022 Nesa → 2024 Jetmax 5, so in Fahrt |
| Osterberg              | 602                    | 8415665                | 25.08.1984 29.09.1984  | Karl-Heinz Ivo, Nordenham                       | 1987 Phoenix → 1994 Phoenix I → 1995 Union Pluto → 2013 Pluto → 2017 Baltica Hav, so 2023 in Fahrt |
| Claudia-Isabell        | 598                    | 8417546                | 30.09.1984 01.11.1984  | Braack Schiffahrts KG, Drochtersen              | 1997 Anke-Angela → 2013 Hugo Chavez Frias → 2015 Anastasia, so 2023 in Fahrt |
| Landkirchen            | 603                    | 8422010                | 24.11.1984 xx.12.1984  | Kurt Kühlcke, Glückstadt                        | 1993 Paloma → 1996 Paloma I → 1997 Sandfeld → 2004 Thunder → 2021 NS Thunder → 2023 Prima, so in Fahrt |
| Haithabu               | 604                    | 8422022                | xx.11.1984 xx.12.1984  | Heinrich Beutler, Lübeck                        | 1992 Pirat → 1998 Steel Trader → 2000 Georgette Trader → 2004 Asterix → 2005 Celtica Hav, so 2023 in Fahrt |
| Premiere               | 607                    | 8504208                | 30.01.1985 xx.03.1985  | Interscan Reederei, Mooregge                    | 2002 Montis → 2010 Fredo, so 2023 in Fahrt |
| Dania Carina           | 610                    | 8503096                | 30.01.1985 09.03.1985  | Uwe Suhr, Drochtersen                           | 1996 Moldavia → 2003 RMS Wedau → 2020 Fria → 2021 Doctor Strange → 2022 Floki, so 2023 in Fahrt |
| Pero                   | 609                    | 8506440                | 04.04.1985 29.05.1985  | Peter Jürgens, Rendsburg                        | 1996 Provence → 1998 Dominique Trader → 2004 Oblix → 2007 Britannica Hav, am 20. März 2018 nach Kollision mit dem Trawler Deborah (IMO-Nr. 8871766) im Ärmelkanal gekentert, anschließend in Le Havre abgebrochen |
| Georg Lührs            | 611                    | 8508400                | 11.05.1985 19.06.1985  | Klaus H. Lührs, Wischhafen                      | 2003 RMS Laar, so 2023 in Fahrt |
| Suntis                 | 614                    | 8513314                | 15.06.1985 14.07.1985  | Uwe Warnecke, Heiligenstedten                   | so 2023 in Fahrt |
| Boberg                 | 619                    | 8513326                | 17.08.1985 xx.09.1985  | J. Dührkop & Co., Nordenham                     | 1994 Pamela → 2001 Hanseatic Star → 2010 Vangsnes, am 25. November 2012 zum Abbruch in Grenaa eingetroffen |
| Kurt Jensen            | 617                    | 8519239                | 27.11.1985 30.12.1985  | Jens Jensen, Wewelsfleth                        | 1994 Sea Thames → 2003 Explorer → 2008 Tansa → 2013 Pregol Hav, so 2023 in Fahrt |
| Silke                  | 621                    | 8601991                | 25.01.1986 01.03.1986  | Harald Lünstedt, Hamburg                        | 1995 Sea Elbe → 2002 Elsebeth → 2012 Melissa → 2019 Gulf Star → 2024 Sea Master, so in Fahrt |
| Jan Meeder             | 622                    | 8605478                | 26.03.1986 03.05.1986  | Frank Gottron, Frörup                           | 1997 Sea Weser → 2001 Ophir → 2006 Swedica Hav, so 2023 in Fahrt |
| Truso                  | 623                    | 8605480                | 25.05.1986 28.06.1986  | Heinrich Beutler, Lübeck                        | 1996 Medwave → 2001 Jackie Moon → 2005 Ash → 2005 Meganisi → 2012 Eda → 2014 Sea Bird → 2014 Tango → 2022 Haskal, so 2023 in Fahrt                                                                                |
| Sooneck                | 613                    | 8613358                | 26.08.1986 xx.10.1986  | Horst Striesow, Rendsburg                       | 2005 Ida → 2022 Agia Anna, so 2023 in Fahrt |